# Scramble
Scramble — компьютерная игра 1981 года в жанре горизонтальный шутер для аркадных автоматов. Она была разработана Konami, производилась и распространялась в Северной Америке Stern. Это был первый горизонтальный шутер с форсированной прокруткой и несколькими отличающимися друг от друга уровнями. В игровом автомате использовались два процессора Zilog Z80 в качестве центральных процессоров, а также два звуковых чипа AY-3-8910.

## Игровой процесс
Игрок управляет самолетом, называемым в игре «Jet». Он должен провести его над прокручивающимся рельефом, побеждая на пути врагов. Самолёт вооружен стреляющим вперёд оружием и бомбами; каждый из этих видов оружия управляется собственной кнопкой. Игрок должен избегать столкновения с землей и другими врагами, одновременно стараясь сохранить ограниченный запас топлива, который уменьшается с течением времени. Дополнительное топливо может быть приобретено путём уничтожения цистерн с топливом.
Игра разделена на шесть уровней, каждый из которых имеет свой стиль местности и отличающиеся друг от друга препятствия. Между уровнями нет перерыва: в игровое поле просто прокручивается новая местность. Очки начисляются в зависимости от времени, в течение которого игрок оставался жив, а также при уничтожении врагов и топливных цистерн. На последнем уровне игрок должен уничтожить «базу». После того, как это происходит, в правом нижнем углу экрана появляется флаг, обозначающий завершённое задание. Игра продолжается с первого уровня с небольшим увеличением сложности.

## Восприятие
| Сводный рейтинг | Сводный рейтинг |
| Агрегатор       | Оценка          |
| --------------- | --------------- |
| GameRankings    | 46,85 %         |

Scramble получила положительные отзывы. В 1982 году Arcade Express присвоил приставке Tomytronic 3D, предназначенной для запуска этой игры, рейтинг 9 из 10, описав её как «затягивающую» и «лучшую за всё время прошедшее с начала года».
Прямым продолжением Scramble была вертолётная аркада Super Cobra. В отличие от Scramble, Super Cobra была портирована на большую часть игровых приставок и домашних компьютеров того времени.
Согласно вводному ролику к игре Gradius Galaxies для Game Boy Advance и DVD Gradius Breakdown, поставлявшемуся с Gradius V, Scramble считается первой игрой в серии «Gradius».